# Kosmas Gezos
Kosmas "Makis" Gezos (sinh ngày 15 tháng 8 năm 1992 ở Athens) là một cầu thủ bóng đá người Hi Lạp thi đấu ở vị trí trung vệ for câu lạc bộ Thụy Điển Akropolis IF.